# Joseph Le Vasseur Borgia
Pour les articles homonymes, voir Le Vasseur et Borgia (homonymie).
Joseph Le Vasseur Borgia (6 janvier 1773 - 28 juin 1839) était un avocat, propriétaire de journal et homme politique du Bas-Canada.
Il est né à Québec en 1773, le fils d'un forgeron, et a étudié au Petit Séminaire de Québec. Il a fait son stage d'avocat et s'est qualifié pour pratiquer le droit en 1800 et a mis en place la pratique au Québec. Le Vasseur Borgia a aidé à fonder Le Canadien en 1806. En 1808, il a été élu à la Chambre d'assemblée du Bas-Canada pour représenter Cornwallis, jusqu'en 1820 quand il a été défait à l'élection; puis de nouveau de 1824 à 1830. Pour son association avec Le Canadien, il a été démis de ses fonctions dans la milice en 1808, mais il a été nommé capitaine de milice en 1812 par le gouverneur George Prevost.
Il est décédé à Québec en 1839 et a été enterré dans le cimetière des Picotés. Le Vasseur Borgia avait un fils, Narcisse-Charles, qui a précédé son père en 1834.